# نجمة الخليج (مسلسل)
نجمة الخليج، مسلسل دراما إماراتي، عرض سنة 2006، وهو من إخراج محمد دحام الشمري.

## الممثلون
- غازي حسين
- يلدا
- هيفاء حسين
- هدى الخطيب
- عبد المحسن النمر
- شيماء سبت
- حسن البلام
- هدى صلاح